# Blitzers
Cette page contient des caractères spéciaux ou non latins. S’ils s’affichent mal (▯, ?, etc.), consultez la page d’aide Unicode.
Blitzers (hangeul : 블리처스 ; stylisé BLITZERS) est un boys band sud-coréen de K-pop, originaire de Séoul. Formé en 2021 par Wuzo, il est à l'origine composé de sept membres.

## Histoire
En janvier 2024, Go_U quitte le groupe pour raisons de santé. En mai 2024, Le groupe participe à la saison 17 de Britain's Got Talent.

## Membres

### Membres actuels
- Jinhwa (진화)
- Juhan (주한)
- Sya (샤)
- Chris (크리스)
- Lutan (루탄)
- Wooju (우주)

### Ancien membre
- Go_U (고유)

## Discographie

### EP
| 1. | Blitz (Next Level Remix) |  |
| 2. | Check-In                 |  |
| 3. | Breathe Again            |  |
| 4. | Ocean Blue               |  |
| 5. | Dream Pilot              |  |
| 6. | Drawing Paper (도화지)   |  |

| 1. | K-Pop                              |  |
| 2. | Seat-Belt                          |  |
| 3. | Will Make a Mistake (실수 좀 할게) |  |
| 4. | Hop-in (내적댄스)                  |  |
| 5. | Love Bottle                        |  |
| 6. | Rain Drop                          |  |

| 1. | Slide (미끄럼틀)    |  |
| 2. | Win-Dow             |  |
| 3. | Hit the Bass        |  |
| 4. | Love is New Gravity |  |
| 5. | Hapoom              |  |
| 6. | Gradation           |  |

| 1. | Race Up                             |  |
| 2. | Super Power                         |  |
| 3. | Ring Ring                           |  |
| 4. | Fxxxin Spring (빌어먹을 이 봄 따위) |  |
| 5. | Super Power (English ver.)          |  |
| 6. | Macarena (English ver.)             |  |

### Albums singles
| 1. | Simon Says (가라사대) |  |
| 2. | Bobbin (끄덕끄덕끄덕) |  |
| 3. | Forever in My Heart   |  |

| 1. | Macarena (마카레나) |  |
| 2. | Question Mark       |  |

## Distinctions
| Prix                        | Année | Catégorie                  | Nommé    | Résultats | Réf.   |
| --------------------------- | ----- | -------------------------- | -------- | --------- | ------ |
| Asia Artist Awards          | 2021  | Focus Award – Music        | Blitzers | Lauréat   | [ 10 ] |
| K-Global Heart Dream Awards | 2022  | K-Global Rising Star Award | Blitzers | Lauréat   | [ 11 ] |